# Andre Jackson
Andre Terrell Jackson jr. (Amsterdam, 13 novembre 2001) è un cestista statunitense, professionista nella NBA con i Milwaukee Bucks.

## Carriera
Dopo aver trascorso tre stagioni con gli UConn Huskies, con cui ha vinto un titolo NCAA, nel 2023 si dichiara per il Draft NBA, in cui viene selezionato con la trentaseiesima scelta assoluta dagli Orlando Magic e subito ceduto ai Milwaukee Bucks.

## Statistiche

### College
| Anno       | Squadra       | PG | PT | MP   | TC%  | 3P%  | TL%  | RP  | AP  | PRP | SP  | PP  |
| ---------- | ------------- | -- | -- | ---- | ---- | ---- | ---- | --- | --- | --- | --- | --- |
| 2020-2021  | UConn Huskies | 16 | 2  | 16,1 | 41,0 | 11,8 | 90,0 | 2,9 | 1,6 | 0,4 | 0,3 | 2,7 |
| 2021-2022  | UConn Huskies | 33 | 32 | 29,2 | 42,6 | 36,1 | 71,4 | 6,8 | 3,1 | 1,2 | 0,6 | 6,8 |
| 2022-2023† | UConn Huskies | 36 | 31 | 29,1 | 43,2 | 28,1 | 64,6 | 6,2 | 4,7 | 1,1 | 0,5 | 6,7 |
| Carriera   | Carriera      | 85 | 65 | 26,7 | 42,8 | 29,3 | 70,2 | 5,8 | 3,5 | 1,0 | 0,5 | 6,0 |

### NBA

#### Regular Season
| Anno      | Squadra         | PG  | PT | MP   | TC%  | 3P%  | TL%  | RP  | AP  | PRP | SP  | PP  |
| --------- | --------------- | --- | -- | ---- | ---- | ---- | ---- | --- | --- | --- | --- | --- |
| 2023-2024 | Milwaukee Bucks | 57  | 8  | 10,0 | 50,0 | 37,0 | 72,7 | 2,0 | 0,9 | 0,3 | 0,1 | 2,2 |
| 2024-2025 | Milwaukee Bucks | 67  | 43 | 14,6 | 47,7 | 39,5 | 50,0 | 2,7 | 1,2 | 0,5 | 0,2 | 3,4 |
| Carriera  | Carriera        | 124 | 51 | 12,5 | 48,5 | 38,5 | 57,1 | 2,4 | 1,1 | 0,4 | 0,2 | 2,9 |

#### Play-off
| Anno     | Squadra         | PG | PT | MP   | TC%  | 3P%  | TL% | RP  | AP  | PRP | SP  | PP  |
| -------- | --------------- | -- | -- | ---- | ---- | ---- | --- | --- | --- | --- | --- | --- |
| 2024     | Milwaukee Bucks | 5  | 0  | 12,0 | 45,5 | 33,3 | -   | 2,2 | 2,0 | 1,0 | 0,2 | 2,4 |
| 2025     | Milwaukee Bucks | 2  | 0  | 2,5  | 0,0  | 0,0  | -   | 0,0 | 0,0 | 0,0 | 0,0 | 0,0 |
| Carriera | Carriera        | 7  | 0  | 9,3  | 41,7 | 28,6 | -   | 1,6 | 1,4 | 0,7 | 0,1 | 1,7 |

### G League
| Anno      | Squadra        | PG | PT | MP   | TC%  | 3P%  | TL% | RP  | AP  | PRP | SP  | PP  |
| --------- | -------------- | -- | -- | ---- | ---- | ---- | --- | --- | --- | --- | --- | --- |
| 2023-2024 | Wisconsin Herd | 2  | 2  | 29,9 | 31,6 | 22,2 | -   | 7,5 | 4,0 | 1,0 | 2,0 | 7,0 |
| Carriera  | Carriera       | 2  | 2  | 29,9 | 31,6 | 22,2 | -   | 7,5 | 4,0 | 1,0 | 2,0 | 7,0 |

## Palmarès
- Campionato NCAA: 1

UConn Huskies: 2023
- NBA In-Season Tournament: 1

Milwaukee Bucks: 2024